# Gručovice
Gručovice (německy Groitsch) je malá vesnice, část městysu Březová v okrese Opava. Nachází se asi 2 km na jih od Březové. V roce 2009 zde bylo evidováno 50 adres.  Žije zde 109 obyvatel.
Gručovice je také název katastrálního území o rozloze 4,07 km².

## Název
České jméno Gručovice se vyvinulo hláskovými úpravami a změnou přípony z německého Groitsch, které zase vzniklo úpravou nějakého staršího (nedoloženého) českého jména (snad Hradiščě nebo Hráč).